# Hartkirchen (Pocking)
Hartkirchen, auch Hartkirchen am Inn genannt, ist ein Gemeindeteil der Stadt Pocking im niederbayerischen Landkreis Passau.

## Geographie
Das Dorf liegt in der Pockinger Heide an der Staatsstraße 2110, etwa vier Kilometer östlich von Pocking und mit 2 km Entfernung in unmittelbarer Nähe des Inns. Es befindet sich etwa 22 km südlich von Passau, 38 km östlich von Pfarrkirchen, 8 km Inn aufwärts vom österreichischen Schärding und 35 km nordöstlich von Simbach am Inn. Die Rott fließt etwa 6 km nördlich von Hartkirchen in den Inn.

## Geschichte
Hartchirchen wird erstmals etwa 1143 (Kopie des 13. Jahrhunderts) erwähnt. Der Name ist ein Flurname und bedeutet Kirche am Walde.
Es war schon im Mittelalter ein Markt. Der Ort ist aber sicher viel älter und entwickelte sich wohl aus der Kaiserpfalz Inzing, die schon im 8. Jahrhundert belegt ist.
Die alte Pfarrei war von 1144 bis 1803 dem Kloster St. Nikola inkorporiert. 1474 wurde die Pfarrkirche St. Petrus vollendet.
Der Markt Hartkirchen war lange Zeit der bedeutendste Ort auf der bayerischen Seite des unteren Inns. Durch die Innschifffahrt gewann er einen Teil seines Wohlstandes. In Hartkirchen ist noch heute die geschlossene Bauweise des Marktes um einen zentralen Platz erkennbar.

### Die Wappen
Hartkirchen war wohl eine der ältesten Gerichtsstätten, die wir auf dem Lande in Altbayern kennen. Hier bestehen auch Zusammenhänge mit der Inzinger Malstatt des Rottachgaues. Die gekreuzten Schlüssel des Wappens sind das Sinnbild der Pfarrei, dessen Kirchenpatron St. Peter ist. Die früheren Abhängigkeiten der Pfarreien Pocking und Mittich deuten darauf hin, dass Hartkirchen eine der Urpfarreien dieser Gegend gewesen ist. Das Wappen weist auf die stolze Vergangenheit des Marktes hin. Das Wappen des Marktes Hartkirchen ist im Wappen der Stadt Pocking erhalten geblieben. Die beiden Schlüssel verweisen auf das Patronat St. Peter, die stilisierte Eiche ist ein Hinweis, dass noch im ausgehenden Mittelalter der Ort als Stätte eines Ehaftsgerichts des Gerichts Griesbach urkundlich nachweisbar ist. Zugleich verweist sie auf das Bestimmungswort des Ortsnamens Hart (Wald).

Wappen von Pocking mit ehemaligen Wappen von Hartkirchen (rechts)
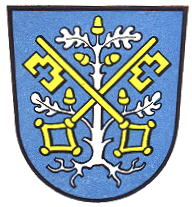
Das frühere Wappen des Marktes Hartkirchen

Mit dem Frieden von Teschen 1779 kamen die östlich des Inn gelegenen Gebiete des Kurfürstentums Bayern als „Innviertel“ zu Österreich. Dies hatte auch Auswirkungen auf Hartkirchen, da der Untere Inn, der bis dahin in erster Linie ein Handelsweg innerhalb Bayerns gewesen war, damit zum Grenzfluss zwischen dem Kurfürstentum Bayern und Österreich ob der Enns wurde.

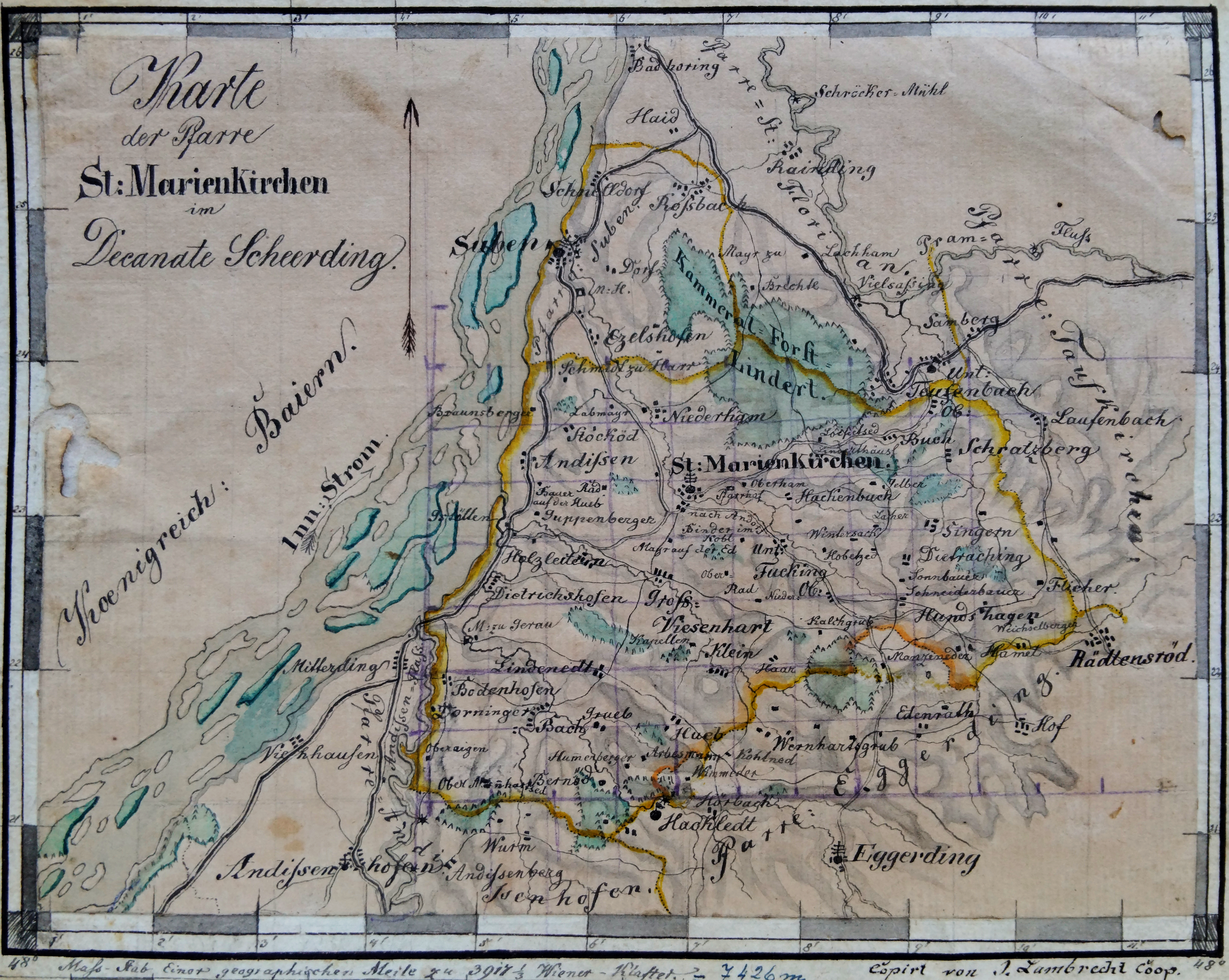
Der von zahlreichen Inseln und Nebenarmen geprägte Lauf des Unteren Inn bei Hartkirchen auf einer österreichischen Landkarte von 1845.

In der zweiten Hälfte des 19. Jahrhunderts begann man, den bis dahin von zahlreichen Inseln und Nebenarmen geprägten Lauf des Unteren Inn durch Eindämmungen und andere wasserbauliche Maßnahmen zu einem einzigen großen Flussbett zusammenzuführen. Diese Maßnahmen erfolgten von 1862 bis 1930. Zudem spielte der Fluss als Transportweg eine immer geringere Rolle, da die Schifffahrt durch die damals errichteten Eisenbahnstrecken der Rottal- und Kronprinz Rudolf-Bahn sowie den zunehmenden Ausbau des Straßennetzes verdrängt wurde. Zwischen Hartkirchen und Suben bestand noch bis in die 1950er Jahre eine Seilfähren-Verbindung über den Inn.
Vor der Gebietsreform bestand der Markt Hartkirchen aus folgenden Ortsteilen:
- Hartkirchen
- Inzing (mit dem Weiler Hund)
- Haar
- Schnellham
- Reisting
- Kapfham
- Beham
- Mooshaus

Am 1. Oktober 1971 wurde er in die Stadt Pocking eingemeindet.

### Markt
Bereits 1235 wurde Hartkirchen urkundlich als Markt erwähnt. Früher gab es jeweils im Januar und Mai einen Woll-, Flachs und Leinwandmarkt. Hinzu kamen drei sogenannte „Hauptmärkte“.
An allen Freitagen in der Fastenzeit und am Gallustag gab es einen Hornvieh-, Schaf- und Schweinemarkt, zum Gallustag zudem einen Pferdemarkt.
Bis in die heutige Zeit findet jedes Jahr Mitte Oktober für zwei Tage der historische Gallusmarkt statt.

## Kultur und Sehenswürdigkeiten

### Bauwerke

#### Pfarrkirche

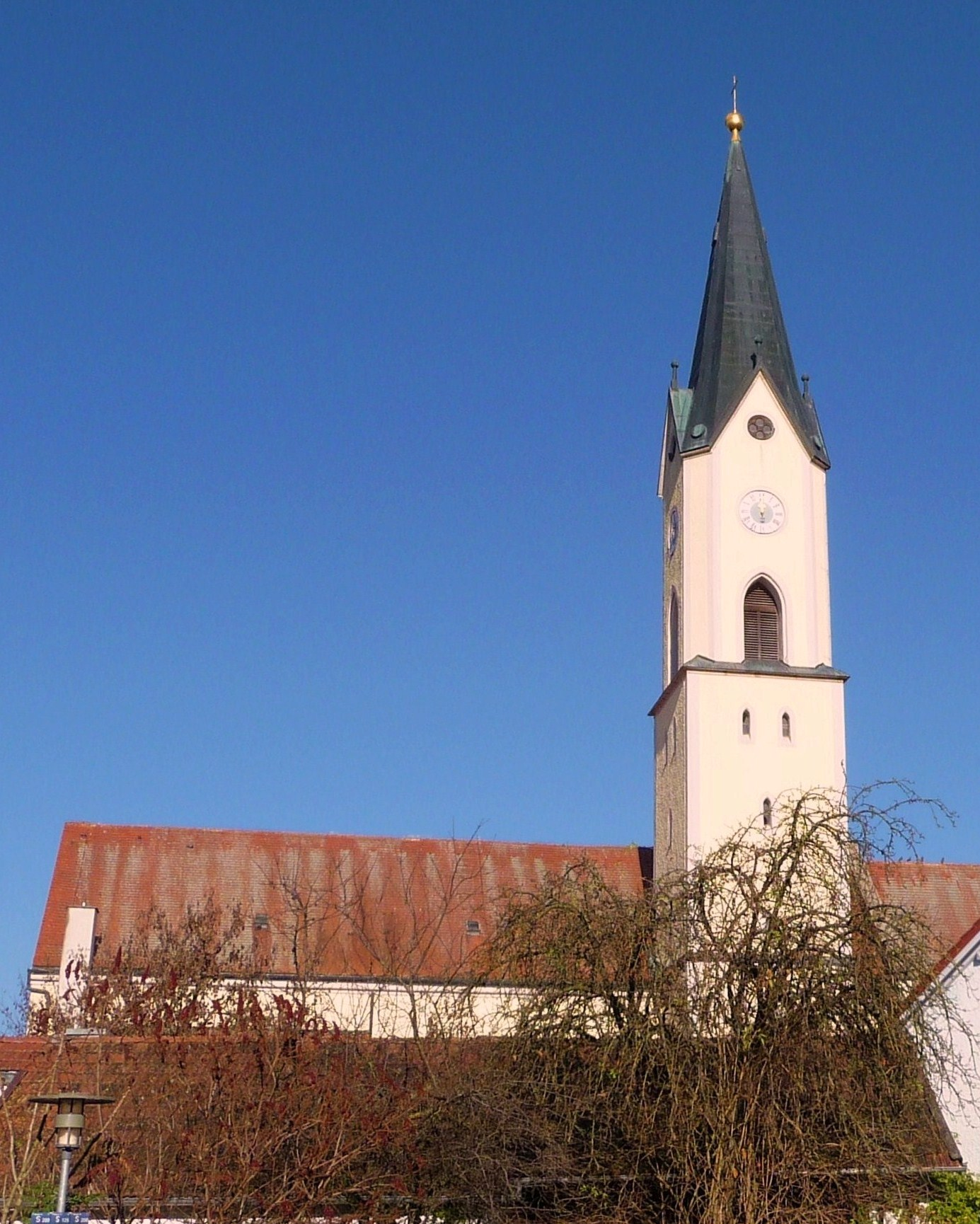
Pfarrkirche St. Petrus

Die 1474 erbaute und 1890 erweiterte spätgotische Pfarrkirche St. Petrus besitzt spätgotische und barocke Wandmalereien. Eine Marienfigur stammt aus der Zeit um 1430 bis 1440, Hochaltar und Kanzel sind neugotisch.

#### Schule
Nachdem im Juli 1967 die Genehmigung zum Bau der Schule erteilt war und entsprechende Zuschüsse zugesichert waren, wurde am 21. August 1967 mit dem Bau der Grundschule Hartkirchen begonnen. Am 25. November 1967 war das Richtfest. Rechtzeitig zum Schulbeginn im September 1968 konnte die neue Schule bezogen werden. Nachdem die Turnhalle und die Außenanlagen fertiggestellt waren, erfolgte am 25. November 1969 die feierliche Einweihung.

### Theater und Museen

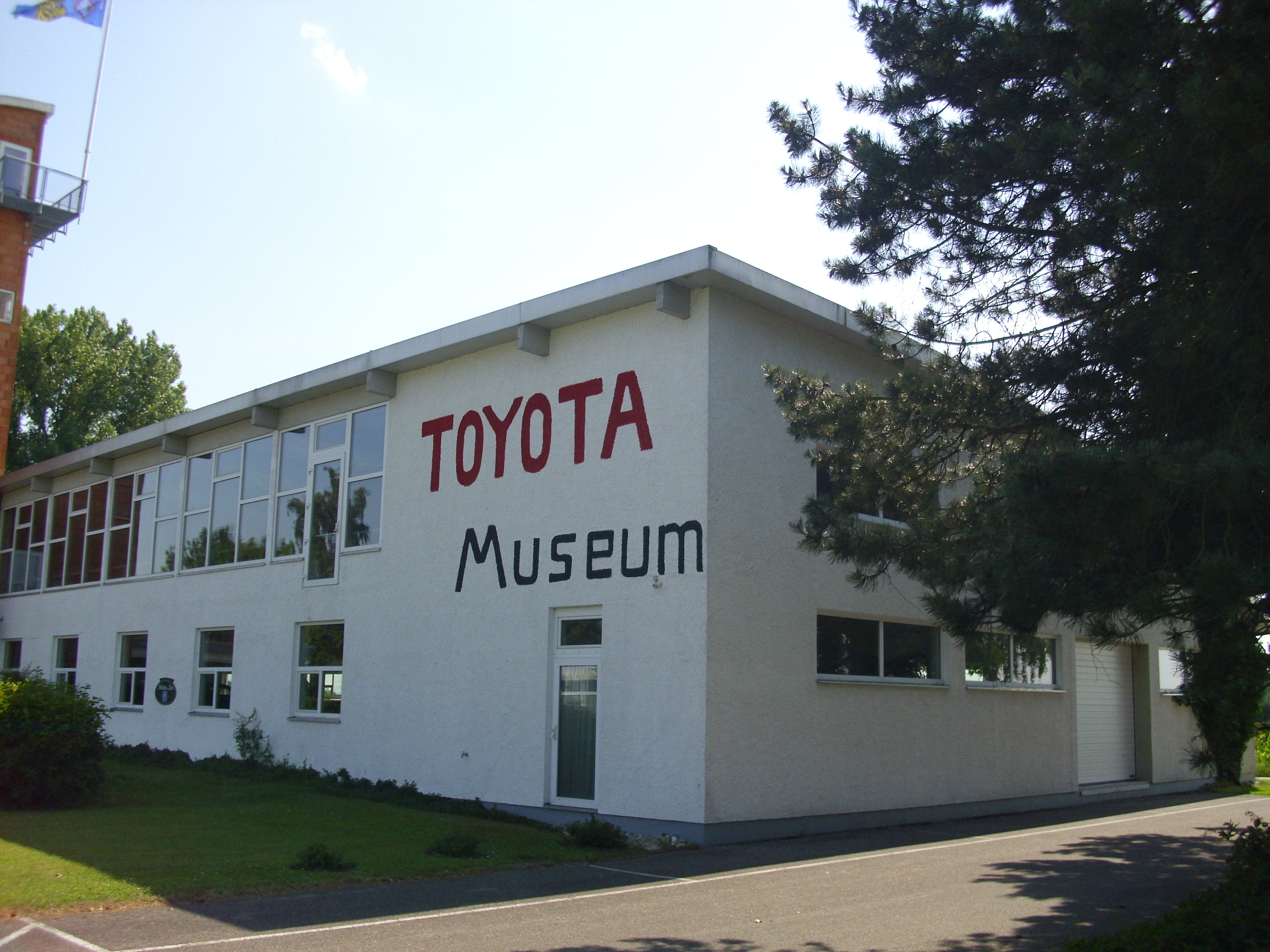
1. Deutsches Toyota-Museum

Das 1. Deutsche Toyota-Museum zeigte über 120 Toyotas ab Baujahr 1971 einschließlich des James-Bond-Fahrzeugs Toyota 2000 GT. Es wurde am 1. Juli 2017 geschlossen, die Fahrzeuge wurden vom Toyota-Museum Köln übernommen und größtenteils in der Toyota Collection präsentiert.

### Grünflächen und Naherholung
An der Staatsstraße liegt der 17 ha große, bis 600 Meter lange und 290 Meter breite Hartkirchener Baggersee. Zu den Einrichtungen gehören eine 8.000 m² große Liegewiese, ein Sanitär- und Umkleidehaus sowie ein Kiosk.

### Vereine
- DJK-SV Hartkirchen. Im Herbst 1927 fand im Gasthaus Weidinger (Loher) die Gründungsversammlung des Christlich Deutschen Turnvereins statt. Am 19. Oktober 1946 schuf man daraus den TuS Hartkirchen, im Sommer 1952 folgte die Umbenennung in FC Hartkirchen, 1969 wurde der SV Hartkirchen e. V gegründet, und im Sommer 1974 wurde daraus nach dem Anschluss an den Katholischen Sportverband Deutsche Jugendkraft Diözesanverband Passau der jetzige Vereinsname.
- Freiwillige Feuerwehr Hartkirchen, gegründet 1881
- Faschingsfreunde Hartkirchen-Inzing, gegründet 1990[6]
- Gesangverein Hartkirchen, gegründet 1913[7]
- Heimat- und Volkstrachtenverein „D’Innviertler“ Hartkirchen, gegründet 1947[8]